# Zimní olympijské hry 1940
Zimní olympijské hry 1940 se nekonaly z důvodu probíhající druhé světové války.
Zatímco neuskutečněné letní olympijské hry 1940 a 1944 mají svá pořadová čísla, u zimních tomu tak není - po IV. zimních olympijských hrách v roce 1936 následovaly V. zimní olympijské hry v roce 1948.

## Plánované pořadatelství
Původně se měly konat 3. - 12. února 1940 v japonském Sapporu, ale kvůli čínsko-japonské válce bylo Japonsku Mezinárodním olympijským výborem pořadatelství odebráno a jako pořadatel bylo navrženo švýcarské město Svatý Mořic. Po třech měsících byl návrh stáhnut kvůli neshodám se švýcarským organizačním týmem. Na jaře 1939 MOV přesunul hry do Garmisch-Partenkirchenu v Německu, kde se měly konat od 2. do 11. února 1940. 1. září 1939 Německo napadlo Polsko, čímž začala druhá světová válka. V listopadu téhož roku bylo rozhodnuto, že se hry konat nebudou.

## Týden zimních sportů
Jako náhradu za neuskutečněné olympijské hry uspořádalo Německo v Ga-Pa v únoru 1940 Týden zimních sportů.